# L'amore a vent'anni
L'amore a vent'anni (L'amour à vingt ans) è un film collettivo del 1962 in cinque episodi, diretti da altrettanti registi di cinque diverse nazionalità: il giapponese Shintarō Ishihara, il tedesco Marcel Ophüls, l'italiano Renzo Rossellini, il francese François Truffaut e il polacco Andrzej Wajda.

## Episodi

### Paris (Antoine e Colette)
Girato a Parigi, l'episodio diretto da François Truffaut costituisce il secondo capitolo del ciclo dedicato ad Antoine Doinel, interpretato da Jean-Pierre Léaud, dopo I 400 colpi.
Antoine è innamorato di Colette, una ragazza parigina di buona famiglia, che però non è interessata al suo amore. Nel corso dell'episodio, finalmente rivede il suo amico Renè che non vedeva da tanto tempo.

### Miłość dwudziestolatków
Zoo di Varsavia. Un bambino cade nella gabbia degli orsi polari; una coppietta sta osservando inorridita e la ragazza sprona il fidanzato ad andare in soccorso del bimbo; il fidanzato però si limiterà a scattare una fotografia. Nel frattempo un uomo, con grande coraggio, si introduce nella gabbia e salva il bimbo. La ragazza che abbiamo visto all'inizio lo inviterà a casa mentre il fidanzato attenderà (sapendo d'esser stato codardo) sotto casa.
L'impatto iniziale del ruggito delle tigri e i baci degli innamorati avverte che tutta la vicenda si svilupperà in forma puntuale e tragica. Un amore di ventenni reduci dalla sofferenza degli ultimi avvenimenti di guerra.

### Rome
Roma. Due fidanzati di nome Cristina e Leonardo si amano e vogliono dichiararlo alla madre di lei ma Leonardo temporeggia per via della sua relazione con Valentina . Leonardo quindi si reca da Valentina e quando dice di volerla lasciare per Cristina hanno una discussione, Valentina gli rinfaccia il fatto che Leonardo è quello che è solamente grazie alla loro relazione e a i suoi soldi e questo provoca la fuga di Leonardo. La sera stessa Valentina chiama Cristina e le due si incontrano, in questa occasione Valentina racconta della relazione che ha con Leonardo al fine di mettere al corrente Cristina che non è l'uomo che fa per lei perché non può darle una stabilità economica e che la loro relazione fatta solo di romanticismo non può funzionare. Questo discorso provoca il pianto sul volto di Cristina che rimane a piangere per strada mentre Valentina va via.

## Produzione e distribuzione
L'intento è quello di raccontare l'amore post-adolescenziale con gli occhi di cinque diversi registi. Il risultato è stato alquanto eterogeneo e non ha riscosso i favori della critica che ha dato un giudizio positivo sugli episodi di Truffaut e Wajda, mentre ha stroncato quello di Renzo Rossellini.
La prima proiezione in pubblico avvenne il 22 giugno 1962.